# Levine Toilolo
Levine Joseph Toilolo (La Mesa, 30 luglio 1991) è un giocatore di football americano statunitense che gioca nel ruolo di tight end per i New York Giants della National Football League (NFL). Fu scelto nel corso del quarto giro (133º assoluto) del Draft NFL 2013 dagli Atlanta Falcons. Al college ha giocato a football all’Università di Stanford.

## Carriera professionistica

### Atlanta Falcons
Toilolo fu scelto nel corso del quarto giro del Draft 2013 dagli Atlanta Falcons. Debuttò come professionista nella settimana 1 contro i New Orleans Saints. Nella settimana 3 segnò il suo primo touchdown contro i Miami Dolphins, ripetendosi due settimane dopo contro i New York Jets nel Monday Night Football, in quella che fu la prima gara come titolare in carriera. La sua stagione da rookie si concluse con 55 yard ricevute e 2 touchdown disputando tutte le 16 partite, di cui 3 come titolare.
Col ritiro di Tony Gonzalez, Toilolo divenne il nuovo tight end titolare dei Falcons nella stagione 2014, andando subito a segno nella vittoria ai supplementari della settimana 1 contro i New Orleans Saints.

### Detroit Lions
Il 28 marzo 2018, Toilolo firmò con i Detroit Lions.

### San Francisco 49ers
Nel 2019 Toilolo firmò con i San Francisco 49ers.

### New York Giants
Il 17 marzo 2020 Toilolo firmò con i New York Giants un contratto biennale del valore di 6,2 milioni di dollari.

## Palmarès

### Franchigia
- National Football Conference Championship: 2

Atlanta Falcons: 2016
San Francisco 49ers: 2019